# Erik de Graaf
Erik de Graaf (Vlaardingen, 1 juli 1961) is een Nederlandse striptekenaar, illustrator en grafisch ontwerper.

## Biografie
Erik de Graaf ging in de jaren tachtig naar de Kunstacademie te Rotterdam en studeerde af in grafische vormgeving en advertising. Vervolgens werkte hij een aantal jaren bij een reclamebureau en inmiddels is hij creatief directeur van een designbureau, waarbij hij vooral verpakkingen ontwerpt voor supermarktproducten. 's Nachts verandert hij echter in een striptekenaar.
Hoewel hij al tekent sinds hij een potlood kon vasthouden en op zijn tiende zelfs een strip probeerde te maken, duurde het tot zijn veertigste voor hij zich daar weer toe zette. Naar eigen zeggen moest hij 'eerst op gang komen' voor hij meer durfde te laten zien. Na een burn-out concludeerde hij dat hij moest compenseren voor zijn werk in opdracht, met alle deadlines en druk. Hij wilde iets waarin hij meer van zichzelf kwijt kon en waaraan hij in een eigen tempo kon werken. Daarom begon hij korte verhalen te tekenen, gebaseerd op eigen jeugdherinneringen.

### Strips
Erik de Graaf debuteerde najaar 2003 met twee titels tegelijk bij de samenwerkende uitgeverijen Oog & Blik/De Harmonie: Verbleekte herinneringen en Gekleurd Geheugen. Het slot van de trilogie, Gevonden Verleden, volgde in 2004 en werd genomineerd voor de Stripschapprijs. De Graaf omschreef het drieluik als 'korte verhalen in bijpassende kleuren, elk over mijn alter ego Muis. Geen spectaculaire dingen: verhalen over het verlies van een goede vriend, een opwindende zomervakantie, een gevaarlijk avontuur in een naburige boomgaard en een ongewenste indringer.' Herinneringen vormen de basis, maar de stripmaker heeft niet alles exact zo beleefd. Het is geen faction, maar een semiautobiografisch tijdsdocument, waar veel research in zit: elk afgebeeld voorwerp heeft echt bestaan.
De publicatie van de omnibus Verzamelde Herinneringen leidde in 2005 tot een expositie van gerelateerd werk in de Amsterdamse Galerie Lambiek. Bij de opening werd het boekje Ingelijste Herinneringen gepresenteerd.
Rond die tijd begon Erik de Graaf aan een tweeluik over de Tweede Wereldoorlog. Dat is deels gebaseerd op de verhalen van zijn oma en zijn ooms Cor en Gijs, die in de mobilisatietijd waren ingekwartierd in het dorp van zijn grootouders. Scherven, het eerste deel, verscheen begin 2010. De oorlogsroman is over het algemeen ambitieuzer dan zijn korte verhalen. Voor Verzamelde Herinneringen kon Erik de Graaf nog volstaan met korte notities voordat hij begon te tekenen. De beeldroman van 240 pagina's vereiste een doorwrocht scenario, karakterstudies en meer onderzoek. Een ander verschil is dat hij zijn Herinneringen-verhalen misschien meer tekende als ontwerper en Scherven meer als echt tekenaar en verteller.
Scherven gaat over twee geliefden die elkaar na de oorlog terugvinden, maar te veel hebben meegemaakt om verder te kunnen. Het thema is verlies, van geliefden, van onschuld, van de jeugd en dromen. Dramatische gebeurtenissen verduidelijken hoe ingrijpend oorlog het leven van 'gewone' mensen kan veranderen. De subtiele kleurkeuzes zorgen voor een authentieke en intieme sfeer.
In 2010 verstripte De Graaf voor de bundel Mooi is dat! een literaire klassieker. Hij koos 'Herinnering aan Holland', het gedicht dat eind twintigste eeuw de Nederlandse publieksfavoriet bleek. Opvallend was dat hij zowel Marsmans gedicht als leven verstripte en ze liet contrasteren. Momenteel werkt hij aan het vervolg op Scherven. Zijn bijdragen aan de projecten X was hier (een site met virtuele herinneringsplekken) en De Filmfanfare (verstrippingen van Nederlandse filmklassiekers) liggen in het verlengde ervan. Beide gaan over de Tweede Wereldoorlog, respectievelijk de Slag om de Grebbeberg en Soldaat van Oranje.

### Invloeden
De eerste voorbeelden van Erik de Graaf waren Joost Swarte en Ever Meulen, die hij tijdens zijn studie ontdekte. Meer ontdekkingen volgden, vooral atoomstijl-tekenaars als Daniël Torres, Floc'h, Serge Clerc en Yves Chaland. Hij bewondert de sfeer en het raffinement van Seths werk, de innovatieve en gedetailleerde stijl van Chris Ware, het toegankelijke en sympathieke artwork van Michel Rabagliati en de sterke verhalen en tekeningen van Adrian Tomine.' De Graaf noemde ook Enki Bilal, Franquin, Hergé en Lorenzo Matotti als tekenaars die hij goed vindt.

### Stijl en techniek
De Graaf houdt van de Klare lijn en tekent in de daarvan afgeleide Atoomstijl. Als vormgever hecht hij veel waarde aan de verhaalopbouw. Doordachte visuele technieken en kleurpatronen versterken het beoogde effect. Er is weinig tekst, het beeld speelt de hoofdrol. De Graafs versie van de Klare lijn is gestileerd en verstild, wat ten koste gaat van beweging en actie, maar de impact van close-ups en dialogen versterkt. De lijnen worden handmatig getekend. Subtiele nuances drukken expressiviteit en emotie uit.
Op de computer krijgt het lijnwerk steunkleuren in lichte en donkere tinten. De Graaf vindt kleur erg belangrijk voor het creëren van sfeer. In de Herinneringen-serie had elk verhaal de kleur die hij het beste vond passen. Bovendien versterkten de kleuren volgens hem het nostalgische karakter. In Scherven heeft elke tijdsspanne zijn eigen kleur. Enerzijds voor de sfeer van een bepaald tijdperk, anderzijds om de lezer te helpen, zodat die meteen snapt in welke periode hij zich bevindt.' Een kenmerkende beeldbewerking is een digitale korrelstructuur, die een authentieke sfeer geeft.

### Internationaal
In 2004 werd een Herinneringen-verhaal opgenomen in de prestigieuze reeks Drawn and Quarterly Showcase van de in literaire graphic novels gespecialiseerde Canadese uitgeverij Drawn & Quarterly. De Franse vertaling van Verzamelde Herinneringen was te danken aan Jean-Bernard Lauze, de man achter de website Klare Lijn International. Die plaatste in september 2009 een interview op zijn site. Lauze was van mening dat De Graafs werk eigenlijk een Franse vertaling verdiende. Dankzij Lauze kreeg De Graaf een contract met La Pastèque.' De Frans-Canadese uitgeverij publiceerde Jeux de mémoire in oktober 2010 in Quebec en januari 2011 in Frankrijk en enkele jaren later is Éclats uitgebracht, de vertaling van Scherven.
In oktober 2011 was Erik de Graaf een van de genodigden - in het gezelschap van door hem bewonderde stripmakers als Serge Clerc, François Avril en Charles Berberian - op de vierde editie van 'Les Rencontres Chaland', een jaarlijks festival ter ere van de jong gestorven Yves Chaland - De Graafs grote inspirator - in het dorp van zijn jeugd Nérac.

## Prijzen
- 2005 nominatie Stripschapprijs voor Gevonden Verleden

## Tentoonstellingen
- 2005 solotentoonstelling Ingelijste herinneringen in Galerie Lambiek (12 november-31 december)
- 2008 solotentoonstelling in galerie Lilys, Den Haag (30 november-27 december)
- 2010-11 groepsexpositie Mooi is dat! in de OBA (13 november 2010-16 januari 2011), Centrale Bibliotheek Groningen (4-22 februari 2011), Centrale Bibliotheek Den Haag (12 juli-12 september 2011) en Centrale Bibliotheek Rotterdam (november-december 2011). Diverse selecties werden geëxposeerd in het Ministerie van OCW (februari-april 2011), op de Dag van de Literatuur in de Rotterdamse Doelen (17 maart 2011), in De Drvkkerij in Middelburg (tijdens de Boekenweek (17 maart 2011) en op de Beijing International Book Fair (29 augustus-4 september 2011)

### Bijdragen
- Drawn & Quarterly Showcase Book 2 ('Game', oorspr. 'Bout'). Toronto: Drawn & Quarterly, 2004. Paperback, 96 p. ISBN 1-896597815. Schutbladen met illustraties van Erik de Graaf.
- Pos, Gert Jan (red.), Mooi is dat! ('Herinnering aan Holland', p. 65). Amsterdam: De Vliegende Hollander, 2010. Gebonden, 128 p. ISBN 978-9049501570.
- Boogaard, Theo van den, Wordt het toch nog gezellig (ongetitelde hommage, p. 250). Amsterdam: De Vliegende Hollander, 2011. Paperback, 264 p. ISBN 978-9049501709.
- X was hier ('Grebbeberg'). Amsterdam: Nationaal Historisch Museum, 2011. Virtueel verzamelproject van historische plekken.
- Pos, Gert Jan, en Willem Thijssen (red.), Filmfanfare ('Soldaat van Oranje'). Amsterdam: Oog & Blik|De Bezige Bij, 2012. Gebonden, 112 p. ISBN 978-9054923480. (in voorbereiding)

### Werk in opdracht
- Interactieve strip als zelftherapie voor jongeren (in voorbereiding)

### Vertalingen
- Jeux de mémoire. Montréal: La Pastèque, 2010. Gebonden, 152 p. ISBN 978-2-922585-80-3.
- Éclats. Montréal: La Pastèque (in voorbereiding).